# Ophiusa legendrei
Ophiusa legendrei är en fjärilsart som beskrevs av Pierre E.L. Viette 1966. Ophiusa legendrei ingår i släktet Ophiusa och familjen nattflyn. Inga underarter finns listade i Catalogue of Life.

## Bildgalleri

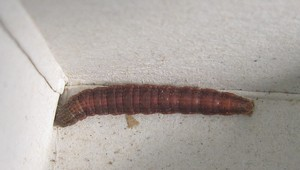